# Conistra barbarica
Conistra barbarica är en fjärilsart som beskrevs av Yves de Lajonquière och Charles Boursin 1943. Conistra barbarica ingår i släktet Conistra och familjen nattflyn. Inga underarter finns listade i Catalogue of Life.